# The Best of Nelly Furtado
The Best of Nelly Furtado — сборник лучших хитов канадской певицы Нелли Фуртадо. Он был выпущен 12 ноября 2010 года независимым звукозаписывающим лейблом Geffen Records. В него вошли все самые громкие хиты Фуртадо, песни, в которых она принимала участие, а также три новые песни: «Night Is Young», «Stars» и «Girlfriend in the City». Альбом был выпущен в стандартном, делюкс и суперделюкс изданиях. Трек-лист и обложка альбома были обнародованы 14 октября 2010 года.

## История
Рассказывая о том, как она выбирала новые песни для включения в сборник лучших хитов, Фуртадо говорит: «Я выбрала новые песни для Best of Nelly Furtado, когда только закончился мой латиноамериканский тур Mi Plan, и две из моих песен попали в интернет. Кто-то в Восточной Европе или что-то в этом роде слил песни в интернет. Одна песня была „Night Is Young“, а другая — „Girlfriend In The City“, но это были ужасные версии, которые даже не были закончены и не смикшированы. Поэтому я подумал: ладно, многие мои фанаты уже слышали эти новые песни в их черновом варианте, так что я могу закончить их и выпустить в альбоме лучших хитов. Это показалось мне естественным выбором. И третья песня — „Stars“, которую мы с Лестером Мендесом написали пару лет назад, когда работали над сессиями Loose. Это одна из тех песен, которая, я думаю, понравится тем, кому нравится Folklore, потому что она более интимная и медленная». Дисс-трек «Give It to Me» был исключён из трек-листа альбома из-за негативного лирического содержания, как сказал Фуртадо в одном из интервью.

## Отзывы
| Оценки критиков        | Оценки критиков |
| Источник               | Оценка          |
| ---------------------- | --------------- |
| AllMusic               | [ 5 ]           |
| The New Zealand Herald | [ 6 ]           |
| Slant Magazine         | [ 7 ]           |

Стивен Томас Эрлевайн из AllMusic оценил альбом в четыре звезды из пяти, отметив его разнообразие и похвалив за то, что «ни один из альбомов Нелли Фуртадо не похож на предыдущий», назвав это «восхитительной чертой». Slant Magazine назвал Фуртадо «одной из самых эклектичных исполнительниц поп-музыки» и написал, что «этот сет также позиционирует Фуртадо как одну из лучших исполнительниц синглов своего поколения».
Скотт Кара из The New Zealand Herald расценил релиз как релиз для фанатов.

## Продвижение
26 августа 2010 года на фестивале «Orange Warsaw Festival» в Польше Фуртадо представил две ранее не издававшиеся песни, «Night Is Young» и «Girlfriend in the City».

## Список композиций
| №                   | Название                                         | Автор(ы)                                                   | Продюсеры                             | Длительность |
| ------------------- | ------------------------------------------------ | ---------------------------------------------------------- | ------------------------------------- | ------------ |
| 1.                  | «I’m Like a Bird»                                | Нелли Фуртадо                                              | Gerald Eaton Brian West Фуртадо       | 4:04         |
| 2.                  | «Turn Off the Light»                             | Фуртадо                                                    | Eaton West Фуртадо                    | 4:36         |
| 3.                  | «...on the Radio (Remember the Days)»            | Фуртадо                                                    | Eaton West Фуртадо                    | 3:55         |
| 4.                  | «Fotografía» (дуэт с Хуанесом)                   | Juanes                                                     | Хуанес Gustavo Santaolalla            | 4:00         |
| 5.                  | «Powerless (Say What You Want)»                  | Фуртадо Eaton West Тревор Хорн Энн Дадли Малкольм Макларен | Track & Field Фуртадо                 | 3:54         |
| 6.                  | «Try»                                            | Фуртадо West                                               | Track & Field Фуртадо                 | 4:38         |
| 7.                  | «Força»                                          | Фуртадо Eaton West                                         | Track & Field Фуртадо                 | 3:41         |
| 8.                  | «Promiscuous» (при участии Тимбалэнда)           | Tim "Attitude" Clayton Tim Mosley Фуртадо Nate Hills       | Тимбалэнд Danja Jim Beanz [a]         | 4:02         |
| 9.                  | «Maneater»                                       | Фуртадо Mosley Hills Beanz                                 | Тимбалэнд Danja Beanz [a]             | 4:18         |
| 10.                 | «Say It Right»                                   | Фуртадо Mosley Hills                                       | Тимбалэнд Danja Beanz [a]             | 3:43         |
| 11.                 | «All Good Things (Come to an End)»               | Фуртадо Mosley Крис Мартин Hills                           | Тим Мосли Нэйт Хилс Beanz [a]         | 5:09         |
| 12.                 | «In God's Hands»                                 | Фуртадо Rick Nowels                                        | Nowels Фуртадо                        | 4:12         |
| 13.                 | «Broken Strings» (при участии Джеймса Моррисона) | Morrison Fraser T. Smith Nina Woodford                     | Марк Тейлор                           | 4:10         |
| 14.                 | «Girlfriend in the City»                         | Salaam Remi Фуртадо                                        | Salaamremi.com                        | 4:41         |
| 15.                 | «Night Is Young»                                 | Remi Фуртадо Hernst Bellevue                               | Salaamremi.com StayBent Krunk-a-Delic | 3:32         |
| 16.                 | «Stars»                                          | Lester Mendez Фуртадо                                      | Mendez                                | 4:28         |
| 17.                 | «Manos al Aire»                                  | Фуртадо James Bryan Alex Cuba                              | Bryan Фуртадо Demo Castellon [b]      | 3:29         |
| Общая длительность: | Общая длительность:                              | Общая длительность:                                        | Общая длительность:                   | 70:33        |

| №                   | Название                              | Автор(ы)                                                              | Продюсеры           | Длительность |
| ------------------- | ------------------------------------- | --------------------------------------------------------------------- | ------------------- | ------------ |
| 18.                 | «Crazy» (Radio 1 Live Lounge Session) | Brian Burton Thomas Callaway Gianfranco Reverberi Gianpiero Reverberi | Andy Rogers         | 3:24         |
| Общая длительность: | Общая длительность:                   | Общая длительность:                                                   | Общая длительность: | 73:57        |

| №                   | Название                          | Автор(ы)                                        | Продюсеры                   | Длительность |
| ------------------- | --------------------------------- | ----------------------------------------------- | --------------------------- | ------------ |
| 18.                 | «Lo Bueno Siempre Tiene un Final» | Фуртадо Mosley Martin Hills Julio Reyes Copello | Тимбалэнд Danja Copello [a] | 4:24         |
| Общая длительность: | Общая длительность:               | Общая длительность:                             | Общая длительность:         | 74:57        |

| №                   | Название                                                   | Автор(ы)                                                | Продюсеры                          | Длительность |
| ------------------- | ---------------------------------------------------------- | ------------------------------------------------------- | ---------------------------------- | ------------ |
| 1.                  | «Quando, Quando, Quando» (дуэт с Майклом Бубле)            | Tony Renis Alberto Testa Pat Boone                      | David Foster Humberto Gatica       | 4:44         |
| 2.                  | «Te Busque» (дуэт с Хуанесом)                              | Фуртадо Juanes Mendez                                   | Mendez                             | 3:39         |
| 3.                  | «Island of Wonder» (при участии Caetano Veloso)            | Фуртадо Jasper Gahunia Simón Díaz                       | Lil' Jaz Фуртадо Track & Field [c] | 3:48         |
| 4.                  | «I'm Like a Bird» (Nelly vs Asha Remix)                    | Фуртадо                                                 | Hans Ebert                         | 5:26         |
| 5.                  | «Who Wants to Be Alone» (Tiësto при участии Нелли Фуртадо) | Tijs Verwest D.J. Waakop Reijers-Fraaij Фуртадо Nowels  | Tiësto Reijers-Fraaij [b]          | 4:36         |
| 6.                  | «Sacrifice» (The Roots при участии Нелли Фуртадо)          | Tariq Trotter Ahmir Thompson Kamal Gray Leonard Hubbard | Gray                               | 4:44         |
| 7.                  | «In God's Hands» (при участии Кита Урбана)                 | Фуртадо Nowels                                          | Nowels Фуртадо                     | 4:34         |
| Общая длительность: | Общая длительность:                                        | Общая длительность:                                     | Общая длительность:                | 31:31        |

| №                   | Название                                                    | Автор(ы)              | Продюсеры                    | Длительность |
| ------------------- | ----------------------------------------------------------- | --------------------- | ---------------------------- | ------------ |
| 8.                  | «Night Is Young» (Remix by FrankMusik «Montreal Mist Edit») | Remi Фуртадо Bellevue | Salaamremi.com Krunk-a-Delic | 4:29         |
| Общая длительность: | Общая длительность:                                         | Общая длительность:   | Общая длительность:          | 36:00        |

| №                   | Название                                | Автор(ы)              | Продюсеры                    | Длительность |
| ------------------- | --------------------------------------- | --------------------- | ---------------------------- | ------------ |
| 8.                  | «Night Is Young» (Sketch Iz Dead Remix) | Remi Фуртадо Bellevue | Salaamremi.com Krunk-a-Delic | 3:27         |
| Общая длительность: | Общая длительность:                     | Общая длительность:   | Общая длительность:          | 34:58        |

| №   | Название                                         | Режиссёры                | Длительность |
| --- | ------------------------------------------------ | ------------------------ | ------------ |
| 1.  | «I'm Like a Bird» (музыкальное видео)            | Francis Lawrence         |              |
| 2.  | «Turn Off the Light» (music video)               | Sophie Muller            |              |
| 3.  | «Powerless (Say What You Want)» (music video)    | Bryan Barber             |              |
| 4.  | «Try» (music video)                              | Muller                   |              |
| 5.  | «Força» (music video)                            | Ulf Buddensiek           |              |
| 6.  | «Explode» (music video)                          | Bradley Cayford Фуртадо  |              |
| 7.  | «Maneater» (music video)                         | Anthony Mandler          |              |
| 8.  | «Promiscuous» (music video)                      | Little X                 |              |
| 9.  | «Say It Right» (music video)                     | Rankin and Chris         |              |
| 10. | «All Good Things (Come to an End)» (music video) | Gabriel Coss Israel Lugo |              |
| 11. | «In God's Hands» (music video)                   | Jesse Dylan              |              |
| 12. | «No Hay Igual» (music video)                     | Lugo Coss                |              |
| 13. | «Wait for You» (music video)                     | Aaron A                  |              |

Замечания
- ↑  — продюсер по вокалу
- ↑  — сопродюсер
- ↑  — дополнительный продюсер

## Чарты
| Чарт (2010—2012)                  | Высшая позиция |
| --------------------------------- | -------------- |
| Австрия (Ö3 Austria)              | 34             |
| Бельгия/Фландрия (Ultratop)       | 55             |
| Бельгия/Валлония (Ultratop)       | 81             |
| Чехия (ČNS IFPI)                  | 40             |
| Нидерланды (Album Top 100)        | 90             |
| Германия (Offizielle Top 100)     | 20             |
| Греция (IFPI Greece)              | 14             |
| Венгрия (MAHASZ)                  | 23             |
| Ирландия (IRMA)                   | 31             |
| Италия (Classifica album)         | 37             |
| Польша (ZPAV)                     | 20             |
| Шотландия (Scottish Albums Chart) | 66             |
| Швейцария (Schweizer Hitparade)   | 29             |
| Великобритания (UK Albums Chart)  | 53             |

## Сертификации
| Регион | Сертификация | Продажи |
| --- | ------------ | ------- |
| Германия (BVMI) | Золотой      | 100 000 |
| Польша (ZPAV) | Золотой      | 10 000* |
| Великобритания (BPI) | Золотой      | 100 000 |
| * Данные о продажах приведены только на основе сертификации. · Данные о продажах + прослушиваниях приведены только на основе сертификации. |              |         |